# Ralph Roe
 (juillet 2023).
Si vous disposez d'ouvrages ou d'articles de référence ou si vous connaissez des sites web de qualité traitant du thème abordé ici, merci de compléter l'article en donnant les références utiles à sa vérifiabilité et en les liant à la section « Notes et références ».
Ralph Roe (né le 5 février 1906 à Excelsior Springs dans le Missouri et disparu depuis le 16 décembre 1937) est un criminel américain connu pour avoir participé à la deuxième tentative d’évasion de l’histoire du pénitencier d’Alcatraz en 1937 avec son complice Theodore Cole.
Il est, comme son complice, présumé mort depuis cette date mais ni son corps ni celui de Cole n’ont jamais été retrouvés et son sort demeure donc inconnu aujourd’hui.
Son évasion est également l’une des deux seules de l’histoire d’Alcatraz dont les évadés n’ont jamais été retrouvés. Une seconde évasion de ce genre beaucoup plus connue a eu lieu lors de l'évasion d’Alcatraz de 1962.

## Jeunesse
Ralph Roe est cambrioleur et braqueur de banques sévissant dans l’Oklahoma et commettant ces cambriolages et ces braquages en compagnie de son complice Wilbur Underhill.
Le 30 décembre 1933, Ralph Roe est arrêté après une fusillade contre la police locale et des agents du FBI au cours de laquelle son complice Underhill est tué. Roe est par la suite condamné à la chaise électrique pour avoir participé au cambriolage d’une usine d’embouteillage dans l’Oklahoma avant que sa peine ne soit commuée en emprisonnement à perpétuité.
Il tente de s’évader à de nombreuses reprises des diverses prisons dans lesquelles il est incarcéré, raison pour laquelle il est transféré au pénitencier fédéral d'Alcatraz, qui est considéré à l’époque comme étant le pénitencier le plus sûr des États-Unis. Il y obtient un emploi dans le « Mat shop » (surnom du « Old industries building », l'un des ateliers du pénitencier) de la prison, un bâtiment situé à l'extrême nord de l'île, où les pneus d'automobile mis au rebut sont découpés et transformés en tapis de caoutchouc pour la marine américaine. Son futur complice dans son évasion, Theodore Cole, travaille également dans ce bâtiment.

## Évasion d'Alcatraz en 1937 et disparition
Le 16 décembre 1937, un épais brouillard balaye la Baie de San Francisco, entravant le trafic maritime et réduisant la visibilité sur l'île d'Alcatraz. Theodore Cole et Ralph Roe travaillent dans un atelier de réparation de pneus. Un comptage de routine à réalisé à 12 h 50 montre que tous les prisonniers ont été comptés. Au comptage suivant, réalisé à 13 h 30, les deux hommes sont partis. Dans l'atelier, trois lourdes vitres ont été brisées et deux barres de fer ont été limées par les deux détenus. Des pneus et des bidons de carburant ont également été volés par les deux prisonniers. Une fois la fenêtre franchie, ils se sont glissés jusqu'à la grille d'une haute clôture en fil de fer, dissimulés par le brouillard. Avec une clé prise dans le magasin de pneus, ils ont forcé le verrou de la grille et sont tombés de vingt pieds sur la plage. Leur piste disparait à compter de ce moment-là.

## Enquête
Une fouille exhaustive de l'île ne révèle rien ; les gardes ne trouvent que la clé abandonnée. Une recherche approfondie réalisée sur plusieurs jours s'ensuit ; des parties de l'île furent inondées de gaz lacrymogène pour tenter de débusquer les évadés, sans résultat. L'enquête ultérieure révèle également que Cole et Roe se sont préparés à l'avance pour l'évasion, utilisant une lame de scie à métaux pour affaiblir les barreaux des fenêtres, et dissimulant les dégâts avec un mélange de graisse et de cirage. Sur la plage, les hommes sont vraisemblablement entrés dans l'eau, s'appuyant sur des flotteurs improvisés à partir de pneus ou de bidons de carburant, volés dans le « Mat shop ». Rien n'indique qu'ils aient construit ou mis à l'eau un radeau.
Les responsables de la prison concluent que Cole et Roe se sont noyés peu après leur évasion. Le rapide reflux des marées à l'époque, estimé entre 7 et 9 nœuds, aurait même emporté un nageur expert hors de la baie, directement dans l'Océan Pacifique. Le brouillard était si épais qu'il aurait été presque impossible pour d'éventuels complices de l’extérieur de les récupérer par bateau, et les nageurs ne pouvaient pas non plus savoir s'ils nageaient ou non vers le rivage. Ils estiment que leurs corps ont probablement été emportés vers la mer avec leurs dispositifs de flottaison.

## Rumeurs sur sa possible survie
Malgré le sort supposé des deux évadés, les services de police des comtés voisins et le FBI suivent toutes les rumeurs et les indices à leur sujet. Dans les jours, mois et années qui suivent, plusieurs rapports d'observations sont rédigés sur Theodore Cole et Ralph Roe, mais leur validité est inconnue. Deux auto-stoppeurs affirment ainsi avoir vu Roe et Cole, et les ont identifiés à la police grâce à leurs photos. Un article du San Francisco Chronicle daté de 1941 déclare également que les deux hommes vivent en Amérique du Sud, et un chauffeur de taxi de Seminole, la ville ou vivait Cole enfant, déclare enfin à la police que deux hommes qu'il a reconnus comme étant Cole et Roe avaient tenté de le tuer en lui tirant dessus.
En outre, de nombreux vols ont été constatés en Oklahoma durant les temps qui ont suivi l'évasion des deux criminels, dont la plupart des victimes ont identifié Cole et Roe comme les responsables de ces délits mais les actions de la police pour les retrouver ont été très minces et n'ont jamais permis de les retrouver. On ignore toujours aujourd’hui les raisons qui ont poussé la police à ne pas mener de recherches plus poussées pour retrouver les deux évadés.
L’évasion de Cole et de Roe reste encore aujourd’hui très peu connue du grand public, beaucoup moins que ne l’est l’évasion d’Alcatraz de 1962 durant laquelle trois autres détenus réussirent eux-aussi à s’évader du pénitencier d’Alcatraz et dont, comme pour Cole et Roe, le sort final demeure aujourd’hui inconnu.
Si Ralph Roe est encore vivant en 2022, il serait âgé de 116 ans.